# 窃盗症
窃盗症（せっとうしょう、英: kleptomania、クレプトマニア）は、経済的利得目的以外で、窃盗行為という衝動を反復的に実行する症状・行動嗜癖で、精神障害の一種である。

## 概要
これは、「利益のための窃盗」という金銭目的よりも、窃盗行為実行時の緊張感と成功時の満足感が目的であり「窃盗のための窃盗」といわれている。衝動制御障害に含まれる「放火のための放火」を繰り返す放火症と同様に、自身の行動する地域で窃盗や放火などの「衝動」を繰り返す。
彼らが「衝動」を起こす地域では、彼らが逮捕されない限り被害を受け続けるため、被害店舗の破綻などに繋がることもある。他者に被害をもたらす病であり、被害を受ける側に多くの者が共感を寄せるため、周囲から理解が得られにくい病である。
その常習性から、誰かが衝動を監視し続けるのも不可能であり、心を寄せてきた親族も諦めて縁を切るケースが少なくない。
衝動が性的なものに起因する場合、窃盗愛好者・窃盗性愛（クレプトフィリア）といわれることもある。このクレプトマニアの語源はギリシャ語の語根「κλέπτειν（盗むこと）」である。
クレプトマニアに陥る人の背景には、機能不全の家庭、トラウマ体験といった共通点がある。摂食障害との関連性が指摘されており、1996年の研究では摂食障害の患者の12～24%が万引きを繰り返すとされる。